# BRIGHT MORNING
『BRIGHT MORNING』（ブライトモーニング）は、FM802で毎週金曜日6:00 - 12:00に放送されているラジオ番組。

## 概要
2012年4月6日に放送が開始された6時間の生放送番組。ただし、2013年4月5日から2018年3月30日までは放送時間が7:00 - 12:00の5時間だった。良質な楽曲をオンエアするほか、金曜の朝を元気に過ごすエッセンスや週末を楽しむためのヒントを紹介する。
2018年3月30日の放送で山添まりがFM COCOLOに異動の為、降板。2018年4月6日の放送から内田絢子が2代目DJを務める。
2025年4月4日に番組公式Xアカウントを開設した。番組公式ハッシュタグはないが、FM802朝の番組共通で使用しているハッシュタグ「#起きたら802」を使用している。

## 放送時間
- 毎週金曜日 6:00 - 12:00[注釈 1]（2012年4月6日 - 2013年3月29日、2018年4月6日 - ）

祝日に当たる日は「FM802 HOLIDAY SPECIAL」を放送するため、放送時間が短縮される場合がある。

### 過去の放送時間
- 毎週金曜日 7:00 - 12:00（2013年4月5日 - 2018年3月30日）

## DJ
- 内田絢子（2018年4月6日 - ）[2]

### 過去のDJ
- 山添まり（2012年4月6日 - 2018年3月30日）[1]

2018年2月23日は、山添がインフルエンザのため急遽、内田が代演した。

## タイムテーブル
2025年4月現在。時刻はあくまで目安
- 6:00 オープニング
- 6:15 パワーワード

モーニングメッセージの後継コーナー。毎週アーティストのパワーワードを紹介後、そのアーティストの楽曲を流す。
- 6:30 ジュンコ三姉妹ワンポイントレッスン

内田が扮するジュンコ三姉妹（コシノ・ジュンコ、クビノ・ジュンコ、カタノ・ジュンコ）が首・肩・腰のコリを解す座った状態で出来るヨガを行う。アーティストがゲスト出演している場合はアーティストも一緒に行う。
- 7:00 なな金プレゼント

7時台にリクエストしたリスナーの中から抽選でアーティストのグッズをプレゼントするコーナー。コーナーのOP曲としてジョー・サウスの「Games People Play」が使用されている。
- 7:15 新聞ニュース

新聞各紙の朝刊から内田が気になるニュースを紹介する。
- 7:30 ウッチーコレクション

後述のモーニングコレクションの後継コーナーで、略して「ウチコレ」。内田が気になるスポット、オススメのものを紹介する。紹介した内容は内田のX（旧Twitter）でも紹介される。また、引き続いてXではハッシュタグ「#モニコレ」を付けた朝食の写真を募集し、番組内でも紹介する。コーナーBGMにはシーナ・イーストンの「9 to 5」のインストゥルメンタルが使用されている。
- 8:35 - 8:45 Joshin Cheer Up

毎週テーマを設けて選んだ楽曲2曲をニコイチで流すコーナー。Joshin提供。
- 8:50 ジュンコ三姉妹ワンポイントレッスン
- 9:20 - 9:40 Kanpy Happy Jam

毎週ゲストを迎えて身近なパートナーとなる生活アイテムを紹介してもらう。加藤産業提供。
- 10:00 - 10:30 ワコーレ MUSIC CLOSET

特定のアーティストの楽曲に対するリスナーから思い出エピソードを募集し、楽曲と共に紹介する。和田興産提供。
- 11:00 - 11:20 ファミリーマート POP UP LIFE

リスナーからのリクエストを募集し、選曲理由やファミリーマートでお気に入りの商品と共に紹介する。ファミリーマート提供。
- 11:50 エンディング（『FRIDAY Cruisin' Map!!』の飯室大吾とクロストーク。）

### 過去のコーナー
- 6:15 モーニングメッセージ

毎週アーティストがおはようのメッセージを届けるコーナー。オープニングジングルは内田が郵便配達員に扮してタイトルコールするものとなっている。
- 7:30 モーニングコレクション

内田が朝食にオススメのものを紹介するコーナー。また、Xではハッシュタグ「#モニコレ」を付けた朝食の写真を募集し、番組内でも紹介する。コーナーBGMとしてワム!の「Wake Me Up Before You Go-Go」のインストゥルメンタルが使用されている。
- 8:00 - 8:02 本日のお誕生日

It's802time（8時2分に合わせて、山添の「It's802time（イッツエイトーツタイム！）」という掛け声と共に、曲が流れる。）
- 8:15 - 8:25 ブレインスリープ Good Good Good

リスナーの眠りに関する悩みを募集し、その内容とGoodアンサーを紹介する。ブレインスリープ提供。
- 9:05 - 9:15 Joshin サプリMIX

ノンストップでダンスミュージックをお届けする。
- 9:20 - 9:25 NIPPON EXPRESS WEEKEND BOARD

週末のお出かけ情報、エンタメ、スポーツなどの情報をお届けする。
- 9:20 - 9:40 イオンモール久御山 de 茶！チャ！CHA！

美味しいお茶の葉っぱを使った簡単レシピを紹介する。
- 9:20 - 9:40 アンニュイ ハニカムタルト Bring a Smile

　 笑顔になる音楽とスイーツをお届けするコーナー。
- 9:20 - 9:40 シェフカワカミ delicious harmony

リスナーから「シェフカワカミ」であいうえお作文を募集し、紹介する。シェフカワカミ提供。
- 11:00 - 11:20 大寅蒲鉾 Delicious Harmony

- 11:00 - 11:20 FRONT LINE PRECIOUS TIMES

- 11:00 - 11:20 南海電鉄 GO AROUND

加太さかな線の「めでたいでんしゃ」に乗って沿線のスポットを紹介するコーナー。番組公式サイトには内田が実際に訪れた様子が写真付きで紹介された。南海電気鉄道提供。
- 11:00 Flashback Funkey 35

FM802開局35周年記念のコーナー。開局した1989年から2023年までのどこかの年の楽曲3曲とその年に起こった出来事をお届けする。
- 11:00 - 11:20 万博300日前!あべてんフェス Hello Future!!!

大阪関西万博の情報と開催300日前となる2024年6月15日に行われる「万博300日前!あべてんフェス」の情報をお届けする。あべてんフェス提供。

## その他
- 番組のジングルとしてOmoinotakeが作成したものを2022年7月から使用している[5]。現在使用しているのは2024年4月から使用している2代目で、8時の時報後のジングルとして使用されている。